# Висентико
Габриэ́ль Ху́лио Ферна́ндес Капе́лло (родился 24 июля 1964 года в Буэнос-Айресе) — музыкант и композитор, киноактёр, более известный под своим сценическим именем Висентико (Vicentico). Основатель и вокалист группы Los Fabulosos Cadillacs вместе с Флавио Чанчаруло. Висентико был частью группы с момента её основания в 1984 году и до 2001 года, когда он начал сольную карьеру как певец.
Висентико активно снимается в кино: чаще всего играл самого себя, а в 2001 году он выступил режиссёром фильма «Historias de Argentina en vivo». Он также пишет музыку для кинофильмов.
Женат на актрисе Валерии Бертуччелли, воспитывает двоих сыновей.

## Альбомы
1. Vicentico (2002)
2. Los Rayos (2004)
3. Los pájaros (2006)
4. Solo un Momento (2010)
5. Vicentico 5 (2012)
6. Último acto (2014)

## Премии и номинации

### Премия Grammy Latinos
| Год  | Категория                          | Номинированное произведение | Результат   |
| ---- | ---------------------------------- | --------------------------- | ----------- |
| 2005 | Лучший альбом                      | Los rayos                   | Номинирован |
| 2005 | Лучший клип                        | Los caminos de la vida      | Номинирован |
| 2007 | Лучший альтернативный альбом       | Los pájaros                 | Номинирован |
| 2007 | Лучшая альтернативная песня        | El Árbol De La Plaza        | Номинирован |
| 2013 | Лучший альбом поп/рок              | Vicentico 5                 | Номинирован |
| 2013 | Лучшая рок-песня                   | Creo que me enamoré         | Награждён   |
| 2015 | Лучший альбом традиционной эстрады | Último Acto                 | Номинирован |
| 2015 | Mejor canción de rock              | Esclavo de Tu Amor          | Награждён   |
| 2015 | Mejor video musical largo          | Último Acto                 | Номинирован |

### Премия Carlos Gardel
| Год  | Категория                      | Номинированное произведение | Результат   |
| ---- | ------------------------------ | --------------------------- | ----------- |
| 2011 | Álbum del Año                  | Solo un momento             | Номинирован |
| 2011 | Producción del Año             | Solo un momento             | Номинирован |
| 2011 | Mejor Álbum Artista de Rock    | Solo un momento             | Номинирован |
| 2011 | Canción del Año                | Solo un momento             | Награждён   |
| 2011 | Mejor video Clip               | Solo un momento             | Награждён   |
| 2012 | Песня года                     | Paisaje                     | Награждён   |
| 2013 | Альбом года                    | Vicentico 5                 | Номинирован |
| 2013 | Лучший поп-исполнитель мужчина | Vicentico 5                 | Номинирован |
| 2013 | Песня года                     | Creo que me enamoré         | Номинирован |
| 2015 | Producción del Año             | Último Acto                 | Номинирован |
| 2015 | Лучший поп-исполнитель мужчина | Último Acto                 | Номинирован |

### ПремияKonex
| Год  | Категория                                     | Номинированное произведение                        | Результат |
| ---- | --------------------------------------------- | -------------------------------------------------- | --------- |
| 2005 | Почётный диплом — Солист мужчина поп / балада | За профессиональную работу в последнее десятилетие | Награждён |
| 2015 | Почётный диплом — Солист мужчина поп / балада | За профессиональную работу в последнее десятилетие | Награждён |